# Drew Seeley
Andrew Edgar „Drew“ Seeley (* 30. dubna 1982, Ottawa, Ontario, Kanada) je kanadský zpěvák, herec, hudební skladatel a tanečník.

## Životopis
Vyrůstal v Torontu (Ontario) v Kanadě, kde byl obsazen do revivalu Showboat a hrál zde rok. Objevil se v mnoha albech z disneyovských filmů a televizních pořadů. Také je znám jako „zpěv“ Troye z High School Musical, kterého hrál Zac Efron a také Efrona zastupoval na turné k filmu. Hostoval v televizních pořadech jako One Tree Hill, Dawsonův svět a U nás ve Springfieldu.
V roce 2005 začal pracovat s producentem Rayem Chamem a společně pro soundtrack High School Musical napsali píseň „Getcha Head in the Game“. Jeho hlas byl smíchán s hlasem Zaca Efrona, představitele Troye Boltona v tomto filmu. Přinesla mu nominaci na cenu Emmy v kategorii nejlepší původní píseň a text. Kromě toho zaskočil za Efrona (který v tu dobu natáčel film Hairspray) na turné High School Musical: The Concert v Severní a Latinské Americe a objevuje na soundtracku.
Jeho spolupráce s Disney pokračovala a objevil se na několika Disney soundtracích a CD jako třeba Disneymania 5, Disneymania 6, Disney Channel Holiday, Radio Disney Jams, Vol. 9 a B'You. Jeho duet z mexickou zpěvačkou Belindou „Dance with Me“ ze soundtracku filmu Gepardí kočky 2, který získal platinovou desku a vysílal se na Disney Channelu a na Radiu Disney. Objevil se ve videoklipu Belindy s názvem „Ni Freud Ni Tu Mama“. Také hostoval na CD Chipmunků 'Undeniable', kde zpíval píseň „Shake Your Groove Thing“ společně s Alvinem a Chipmunky.
Objevil se s Valerií Bertinelli v televizním filmu Claire a ve filmu Fly Kidz, kterému produkoval soundtrack a byl spoluautorem scénáře. Také napsal a nazpíval hudbu pro film z produkce Disney Channel, Jdi do toho, kde si hlavní role zahráli Corbin Bleu a Keke Palmer. Zahrál si společně se Selenou Gomez a Jane Lynch ve filmu A zase jedna popelka!, kde hrál popovou hvězdu Joeyho Parkera. Napsal a nazpíval čtyři písně pro tento film a natočil videoklip pro píseň „New Classic“. Také se objevil v disneyho filmu Bez mobilu ani ránu jako hotelový zaměstnanec.
V létě 2009 hrál roli prince Erica v disneyovském broadwayském muzikálu Malá mořská víla a měl hlavní roli v hororu Zkratka ke smrti.
V červnu 2010 si zahrál v televizním filmu pro televizní kanál Hallmark s názvem Freshman Father.
Jeho album s názvem „The Resolution“ vyšlo 5. dubna 2011.
Také nazpíval píseň pro seriál Na parket! z produkce Disney Channel. Zpíval píseň s Adamem Hicksem s názvem „Dance For Life“. Píseň se objevila poprvé v epizodě „Vatoolihotsit it Up“ a na soundtracku k seriálu, Shake It Up: Break It Down.
12. června 2011 bylo ohlášeno, že se Drew objeví v populárním televizním seriálu 90210, ale později bylo oznámeno, že roli odmítl kvůli nedostatku času.
V únoru 2012 se zasnoubil se svou přítelkyní, herečkou Amy Paffrath.

## Filmografie
| Film                             | Film                                | Film                     | Film                                                                |
| Rok                              | Název filmu                         | Role                     | Poznámky                                                            |
| -------------------------------- | ----------------------------------- | ------------------------ | ------------------------------------------------------------------- |
| 2005                             | Complete Guide to Guys              | Stearns                  |                                                                     |
| 2008                             | A zase jedna popelka!               | Joey Parker              |                                                                     |
| 2009                             | Zkratka ke smrti                    | Derek                    |                                                                     |
| 2012                             | I Kissed a Vampire                  | Trey Sylvania            |                                                                     |
| Televizní filmy                  |                                     |                          |                                                                     |
| Rok                              | Název                               | Role                     | Poznámky                                                            |
| 2004                             | Bez mobilu ani ránu                 | Front Desk Clerk (David) |                                                                     |
| 2005                             | Kobylky: Den zkázy                  | Willy                    |                                                                     |
| 2005                             | Všechna naše tajemství              | Logan                    |                                                                     |
| 2007                             | Claire                              | Bobby                    |                                                                     |
| 2010                             | Freshman Father                     | John Patton              |                                                                     |
| Tituly vydané na DVD             |                                     |                          |                                                                     |
| Rok                              | Název                               | Role                     | Poznámky                                                            |
| 1999                             | Camp Tanglefoot: It All Adds Up     | Tommy                    |                                                                     |
| 2006                             | Christopher Brennan Saves the World | Tom Hartwell             |                                                                     |
| 2008                             | A zase jedna popelka!               | Joey Parker              | Hraje kluka, do kterého se zamilovala Mary (hraje ji Selena Gomez). |
| Televize                         |                                     |                          |                                                                     |
| Rok                              | Název                               | Role                     | Poznámky                                                            |
| 2009                             | I Kissed a Vampire                  | Trey Sylvania            | Online internetový seriál                                           |
| 2010–2011                        | Glory Daze                          | Jason Wilson             | Jedna z hlavních rolí, seriál zrušila TBS                           |
| Hostování v televizních pořadech |                                     |                          |                                                                     |
| Rok                              | Název                               | Role                     | Poznámky                                                            |
| 2000                             | U nás ve Springfieldu               | Andrew                   | (3 epizody)                                                         |
| 2002                             | Dawsonův svět                       | Muž                      | (1 epizoda) „The Importance of Not Being Too Earnest“               |
| 2003 a 2004                      | One Tree Hill                       | Johnny 'Vegas' Norris    | (2 epizody) „Crash Into You“ „You Gotta Go There to Come Back“      |
| 2008                             | Sladký život Zacka a Codyho         | David/Jeffery            | (1 epizoda) „Romancing the Phone“                                   |
| 2010                             | Closer                              | Boyd Martin              | (1 epizoda) „Jump the Gun“                                          |